# Erik Persson
Erik Persson (19 de novembro de 1909 - 1 de fevereiro de 1989) foi um futebolista sueco. Ele competiu na Copa do Mundo FIFA de 1938, sediada na França, na qual a seleção de seu país terminou na quarta colocação.